# Polo Cortés
Jesús Carlos Alberto Fernández más conocido como Polo Cortés (Buenos Aires, Argentina; 9 de junio de 1941-1976) fue un actor argentino de teatro y televisión. En la década de 1970 integró la lista negra de los desaparecidos durante la última dictadura militar. Su hermano mayor fue el también actor Osvaldo Pacheco.

## Carrera
Cortés fue un joven actor de teatro que llegó a la pantalla chica de la mano de su hermano Osvaldo Pacheco. En televisión participó en roles secundarios en ciclos humorísticos tales como La tuerca (1963), El mundo del espectáculo  (1968), Viernes de Pacheco (1973), En ascenso (1974) y Alta comedia (1974/1975).

### Cine
En cine tuvo su única incursión de dirigido por Marcelo Domínguez, El patio de la Morocha en 1973, con protagónicos de Aída Anselmo, Víctor Ayos, Juan Buryúa Rey, Nora Cullen, Jorge De La Riestra y Elda Dessel.

### Teatro
En teatro trabajó en la obra Aleluya Buenos Aires, encabeza por José Marrone y Alberto Olmedo con Osvaldo Pacheco, Norma Pons, Mimí Pons, Javier Portales, Violeta Montenegro, Peggy Sol, Miguel Jordán, Naanim Timoyko, Nené Morales, Guadalupe, entre otros.
Militante de Juventud Peronista, en el año 1975 fue candidato a presidente de la Asociación Argentina de Actores por la Lista Naranja.

## Desaparición
Polo Cortés fue sacado violentamente de su domicilio en Piedras 1365, 2° piso “B”, Capital Federal, el 28 de agosto de 1976, debido a que tenía una libreta con algunos números telefónicos importantes. El amigo de él y de su hermano, el libretista Alberto Migré, acompañó a Pachequito a las oficinas policiales en búsqueda de su paradero, moviendo influencias en los cuarteles, y junto a otros familiares consiguieron que la Asociación Argentina de Actores publicara el 29 de octubre de 1976 en los diarios del país esa búsqueda desesperada de los actores argentinos Daniel Barbieri, Horacio Peralta, Hebe Lorenzo, Silvia Shelby y Polo Cortés. Otros actores también fueron Hugo González (esposo  en aquel entonces de la actriz y vedette Cecilia Rosetto), Diego Botto, Juan Rubén Bravo, Mirta Britos de Ruarte, Carlos Waitz, entre otros. 
El comediante Osvaldo Pacheco nunca pudo reponerse de la desaparición de su hermano. Con el tiempo la depresión y la angustia agravaron su diabetes y deterioraron severamente su salud. Falleció a consecuencia de una peritonitis el 28 de febrero de 1984 a las 20.12 hs en la clínica San Roque de Villa Carlos Paz.
El documental Podrán cortar todas las flores, producido por el IUNA y TEA, reconstruyen la vida de los artistas desaparecidos a través del testimonio de familiares y amigos.

## Familia
Al momento de su desaparición estaba casado con la actriz argentina Marta Garcia y tenía una hija de dos años.